# میدوی، شهرستان جفرسون، آرکانزاس
میدوی (به انگلیسی: Midway) یک منطقهٔ مسکونی در ایالات متحده آمریکا است که در شهرستان جفرسون، آرکانزاس واقع شده‌است. میدوی ۱۰۳٫۰۲ متر بالاتر از سطح دریا واقع شده‌است.